# Шотинга (комуна)
Шотинга (рум. Șotânga) — комуна у повіті Димбовіца в Румунії. До складу комуни входять такі села (дані про населення за 2002 рік):
- Тейш (2411 осіб)
- Шотинга (4604 особи) — адміністративний центр комуни

Комуна розташована на відстані 83 км на північний захід від Бухареста, 8 км на північний захід від Тирговіште, 144 км на північний схід від Крайови, 76 км на південь від Брашова.

## Населення
За даними перепису населення 2002 року у комуні проживали 7015 осіб.
Національний склад населення комуни:
| Національність | Кількість осіб | Відсоток |
| -------------- | -------------- | -------- |
| румуни         | 7005           | 99,9%    |
| цигани         | 7              | 0,1%     |
| угорці         | 2              | < 0,1%   |
| турки          | 1              | < 0,1%   |

Рідною мовою назвали:
| Мова      | Кількість осіб | Відсоток |
| --------- | -------------- | -------- |
| румунська | 7010           | 99,9%    |
| угорська  | 3              | < 0,1%   |
| турецька  | 1              | < 0,1%   |

Склад населення комуни за віросповіданням:
| Релігія       | Кількість осіб | Відсоток |
| ------------- | -------------- | -------- |
| православні   | 6921           | 98,7%    |
| лютерани      | 45             | 0,6%     |
| бретрени      | 25             | 0,4%     |
| п'ятдесятники | 11             | 0,2%     |
| баптисти      | 5              | 0,1%     |
| римо-католики | 3              | < 0,1%   |
| реформати     | 3              | < 0,1%   |
| адвентисти    | 1              | < 0,1%   |
| мусульмани    | 1              | < 0,1%   |